# Naomichi Ueda
Naomichi Ueda (jap. 植田 直通, Ueda Naomichi; * 24. Oktober 1994 in Uto) ist ein japanischer Fußballspieler.

## Karriere

### Verein
Er begann seine Karriere bei Kashima Antlers. Er trug in den Jahren 2016 zum Gewinn der J1 League bei. Von 2014 bis 2015 spielte er 13-mal in der J.League U-22 Selection. Diese Mannschaft, die in der dritten Liga, der J3 League, spielte, setzte sich aus den besten Nachwuchsspielern der höherklassigen Vereine zusammen. Das Team wurde mit Blick auf die Olympischen Sommerspiele 2016 in Rio de Janeiro gegründet. Die Auswahl der Spieler erfolgte auf wöchentlicher Basis aus einem Pool, für den jeder Verein förderungswürdige Talente benennen konnte; die Zusammensetzung der Mannschaft variierte daher sehr stark von Spiel zu Spiel. Im Juli 2018 folgte dann der Wechsel zu Cercle Brügge. Im Januar 2021 wurde er schließlich in die Ligue 1 an Olympique Nîmes verliehen. Für Olympique absolvierte er neun Erstligaspiele. Am Ende der Saison musste er mit dem Verein in die zweite Liga absteigen. Nach Ablauf der Leihe verpflichtete der Verein ihn fest. Nach insgesamt 38 Ligaspielen kehrte er Anfang 2023 nach Japan zurück. Hier schloss er sich seinem ehemaligen Verein Kashima Antlers an.

### Nationalmannschaft
Mit der japanischen Nationalmannschaft qualifizierte er sich für die Olympischen Sommerspiele 2016.
Ueda wurde 2017 in den Kader der japanischen Fußballnationalmannschaft berufen. Seine ersten Spiele dort waren zwei Spiele bei der Endrunde bei der Ostasienmeisterschaft 2017. Bei der Weltmeisterschaft 2018 wurde er in den Kader berufen, hat dort aber kein Spiel bestritten. Bei der Copa América 2019 stand er in allen drei Gruppenspielen auf den Platz. Als Dritter der Gruppe schied Japan dort nach der Gruppenphase aus.
Sowohl bei der Asienmeisterschaft 2019 als auch bei der Ostasienmeisterschaft im gleichen Jahr gehörte er nicht zum Kader der japanischen Nationalmannschaft.
Ueda hat bis Mai 2021 vierzehn Länderspiele für Japan bestritten.

## Erfolge
Kashima Antlers
- Japanischer Meister: 2016
- Japanischer Pokalsieger: 2016
- Japanischer Ligapokalsieger: 2015
- Japanischer Supercup-Sieger: 2017